# Bjørn Watt-Boolsen

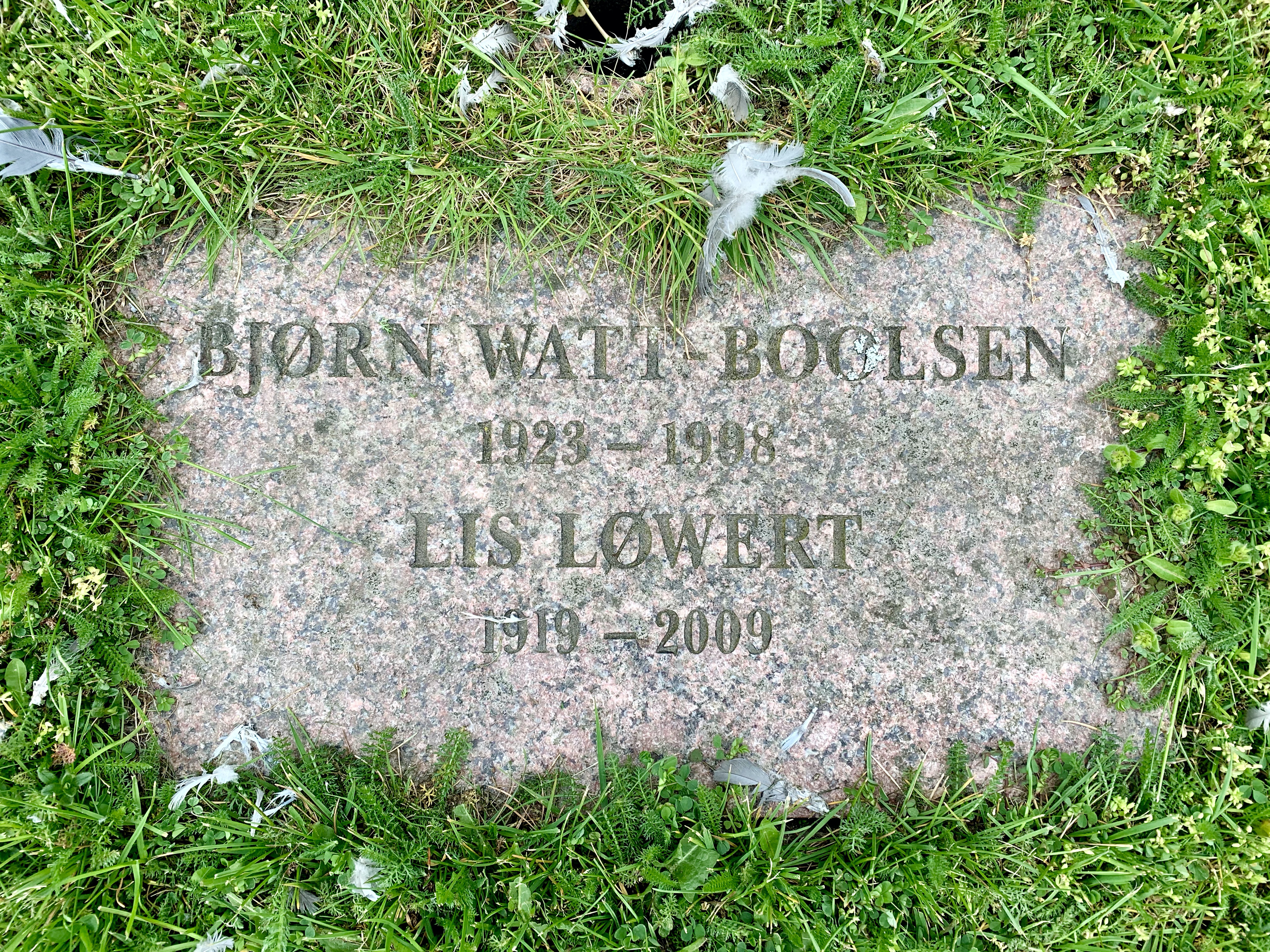
vista de la lápida de Bjørn

Bjørn Watt Boolsen (20 de junio de 1923 – 28 de diciembre de 1998) fue un actor de nacionalidad danesa..

## Biografía

### Inicios
Nacido en Rudkøbing, Dinamarca, era hermano de Robert Watt Boolsen. Sus padres eran Detleff Boolsen (1881–1953), director de la Stevnsgade Skole en Nørrebro, donde Boolsen se crio, y Leonie Watt Boolsen (1884–1975). Su madre era cantante de ópera e hija del escritor Robert Watt, que fue director teatral en los Jardines Tivoli. 
Tras graduarse en la Metropolitanskolen en 1942 (donde era compañero de clase de Erik Balling), se formó en la escuela del Teatro Real de Copenhague en 1944, aunque había debutado como actor teatral un año antes, el 11 de abril de 1943 con En Kvinde er overflødig.

### Carrera
Boolsen fue un actor independiente en la mayor parte de su carrera y, por ello, desempeñó numerosos papeles en teatros diversos. Además, fue director del Folketeatret de Copenhague entre 1959 y 1971.
En televisión se hizo conocido por su papel del Coronel Ditlev Hachel en la serie Matador. 
Para el cine ganó fama por sus actuaciones en películas de la serie cinematográfica de la Banda Olsen, haciendo diferentes papeles en dichas cintas.
A lo largo de su trayectoria, Boolsen tuvo varios puestos de responsabilidad. Así, fue vicepresidente de la Asociación de actores de 1879, y miembro del Consejo Teatral Danés (Teaterrådet) durante varios años, así como presidente de la Asociación de Directores de Teatro entre 1966 y 1971 y del consejo de directores teatrales daneses entre 1969 y 1971.
Desde 1947 hasta su muerte, Boolsen estuvo casado con la actriz Lis Løwert. Bjørn Watt Boolsen falleció en el año 1998, siendo enterrado en el Cementerio Søndermark, siendo enterrada su esposa junto a él en 2009.
Como premio a su trayectoria artística, a Boolsen de le nombró Caballero de la Orden de Dannebrog.

## Filmografía
- 1943 : Kriminalassistent Bloch
- 1944 : Frihed, lighed og Louise
- 1944 : Det bødes der for
- 1945 : De røde enge
- 1946 : Oktoberroser'
- 1946 : Jeg elsker en anden
- 1946 : Diskret ophold
- 1947 : Ta', hvad du vil ha'
- 1948 : Støt står den danske sømand
- 1949 : Kampen mod uretten
- 1949 : For frihed og ret
- 1949 : Lejlighed til leje
- 1950 : Smedestræde 4
- 1951 : Familien Schmidt
- 1953 : Vi som går køkkenvejen
- 1953 : Adam og Eva
- 1954 : Kongeligt besøg
- 1956 : Qivitoq
- 1956 : Kispus
- 1957 : En kvinde er overflødig
- 1960 : Elefanter på loftet
- 1962 : Den kære familie
- 1963 : Pigen og pressefotografen
- 1967 : Smukke Arne og Rosa
- 1970 : Oktoberdage
- 1970-1977 : Huset på Christianshavn (serie TV)
- 1971 : Ballade på Christianshavn
- 1972 : Olsen-bandens store kup
- 1974 : Olsen-bandens sidste bedrifter
- 1976 : Olsen-banden ser rødt
- 1976 : Kassen stemmer
- 1977 : Olsen-banden deruda'
- 1977-1980 : Kriminalassistent Bloch (serie TV)
- 1978-1980 : Matador
- 1978 : Olsenbanden + Data-Harry sprenger verdensbanken
- 1978 : Olsen-banden går i krig
- 1979 : Rend mig i traditionerne
- 1979 : Olsen-banden overgiver sig aldrig
- 1981 : Olsen-bandens flugt over plankeværket
- 1981 : Olsen-banden over alle bjerge
- 1983 : Kurt og Valde
- 1983 : De uanstændige
- 1989 : Walter og Carlo i Amerika
- 1991 : Drengene fra Sankt Petri
- 1993 : Det forsømte forår
- 1998 : Olsen-bandens sidste stik